# Hanne Schenk
Pour les articles homonymes, voir Schenk.
Hannelore Schenk dite Hanne Schenk, née le 10 mai 1984 à Berlin, est une bobeuse suisse.

## Carrière
Elle remporte aux Championnats d'Europe de bobsleigh la médaille d'argent de bob à deux avec Sabina Hafner en 2010 à Igls et la médaille de bronze de bob à deux avec Fabienne Meyer en 2012 à Altenberg.
Elle participe aux Jeux olympiques de 2010 à Vancouver, terminant à la dixième place du bob à deux avec Fabienne Meyer.

## Palmarès

### Coupe du monde
- 5 podiums  : 
  - en bob à 2 : 1 deuxième place et 4 troisièmes places.